# Milo moje
Milo moje je šesti studijski album hrvatskog pjevača Miroslava Škore.
Izdan je 2003. godine.

## Popis pjesama
1. Ne vjeruje srce pameti (3:56)
2. Zbog tebe mi srce stade (4:03)
3. Molio sam Boga za te (3:28)
4. Tamo gdje je dom (3:57)
5. Reci, brate moj (duet: Marko Perković Thompson) (4:25)
6. Čet'ri vitra (3:49)
7. Ne reci ne (2:54)
8. Milo moje [Duža verzija] (4:10)
9. Sude mi (duet: Marko Perković Thompson) (3:56)
10. Laku noć ljubavi (4:25)

Ukupno vrijeme: 39:08
Ovaj album je polučio uspješnice "Ne vjeruje srce pameti", "Tamo gdje je dom", "Reci, brate moj", "Čet'ri vitra", "Ne reci ne", "Milo moje" i "Sude mi".